# Schizonycha russula
Schizonycha russula är en skalbaggsart som beskrevs av Karl Henrik Boheman 1857. Schizonycha russula ingår i släktet Schizonycha och familjen Melolonthidae. Inga underarter finns listade i Catalogue of Life.